# Verwaltungsgericht Braunschweig

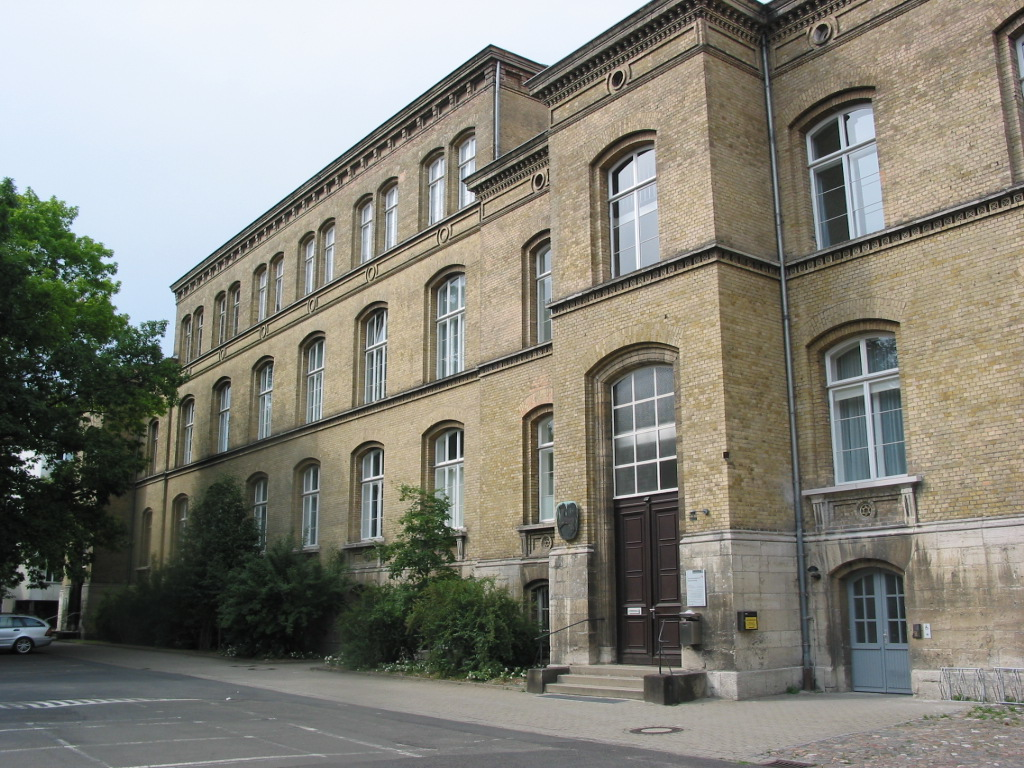
Haupteingang und…

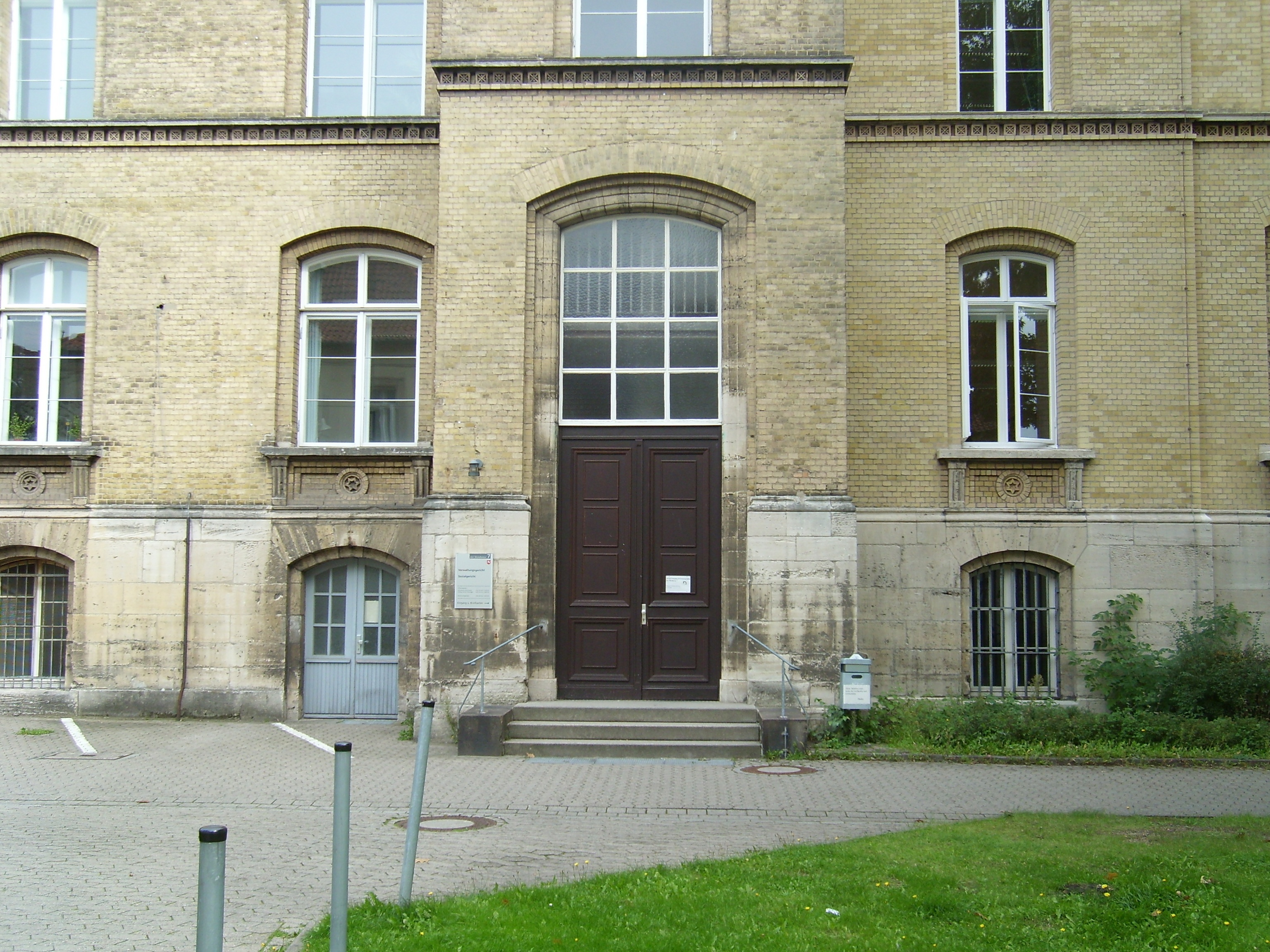
…Nebeneingang des Verwaltungsgerichts Braunschweig

Das Verwaltungsgericht Braunschweig ist eines von sieben Verwaltungsgerichten im Land Niedersachsen. Es hat seinen Sitz in der Wilhelmstraße 55 in Braunschweig.

## Geschichte
Seinen Ursprung hat das Verwaltungsgericht Braunschweig im Verwaltungsgerichtshof des Herzogtums Braunschweig, der durch das „Braunschweigische Gesetz betreffend die Verwaltungsrechtspflege“ errichtet wurde und am 1. April 1896 seine Arbeit aufnahm. Er war die einzige Instanz auf dem Gebiet der Verwaltungsgerichtsbarkeit im Herzogtum Braunschweig und dem späteren Freistaat. Starke Veränderungen ergaben sich durch die Machtübernahme der Nationalsozialisten 1933. Im Rahmen des sogenannten Gesetzes zur Wiederherstellung des Berufsbeamtentums wurden drei Mitglieder aus ihren Ämtern entfernt. Durch zwei Führererlasse wurden die Kompetenzen der Verwaltungsgerichte wieder den Verwaltungsbehörden übertragen. Wenn diese nicht den Verwaltungsrechtsweg für Beschwerden zuließen, unterlag Verwaltungshandeln keiner gerichtlichen Kontrolle mehr. Beim Bombenangriff auf Braunschweig in der Nacht vom 14. zum 15. Oktober 1944 wurden durch einen Brand des Gerichtsgebäudes fast alle Akten und die wertvolle Bibliothek zerstört. Die Rechtsprechung des Verwaltungsgerichtshofes kam dann 1945 endgültig zum Stillstand. Er wurde am 23. Oktober 1947 durch die britischen Militärregierung wiedereröffnet. Durch die Verordnung Nr. 165 wurde der Verwaltungsgerichtshof zum 15. September 1948 zum Landesverwaltungsgericht in Braunschweig einem der drei Landesverwaltungsgerichte des Landes Niedersachsen. Seine Eigenständigkeit konnte er jedoch nur kurz behaupten. Durch die Gründung des Landes Niedersachsen entstand im Jahre 1949 das heutige Verwaltungsgericht Braunschweig. Mit der Gründung des Verwaltungsgerichts Göttingen im Jahr 1993 endete die bisherige Zuständigkeit für die Landkreise Göttingen, Northeim und Osterode.

## Gerichtsgebäude
Das Gerichtsgebäude befindet sich an der Wilhelmstraße 55 in Braunschweig, in das das Gericht am 7. März 1997 fast zeitgleich zum 100-jährigen Bestehen der braunschweigischen Verwaltungsgerichtsbarkeit eingezogen ist. Das Gebäude wurde 1764 als „Spital für arme Braunschweigerinnen und Braunschweiger“ errichtet und steht heute unter Denkmalschutz. Von 1902 bis 1995 war hier das Amtsgericht untergebracht. Seit 2006 ist im Gebäude auch das Sozialgericht Braunschweig ansässig.

## Gerichtsbezirk
Der Gerichtsbezirk umfasst die Landkreise Gifhorn, Goslar, Helmstedt, Peine, Wolfenbüttel sowie die kreisfreien Städte Braunschweig, Salzgitter und Wolfsburg. Der Gerichtsbezirk hat somit über 1,1 Millionen Gerichtseingesessene.

## Organisation
Präsident ist seit Juni 2013 Wolfgang Bartsch. Das Gericht verfügt über ca. 50 Mitarbeiter, davon 25 Richter. Es wurden 12 Kammern gebildet, darunter eine Fachkammer für Landespersonalvertretungssachen, eine Fachkammer für Bundespersonalvertretungssachen, eine Fachkammer für Landesdisziplinarsachen sowie eine Fachkammer für Bundesdisziplinarsachen. Darüber hinaus besteht die Möglichkeit, bei zwei Güterichterinnen eine gerichtsinterne Mediation in Anspruch zu nehmen.

## Instanzenzug
Dem Verwaltungsgericht Braunschweig übergeordnet ist in erster Instanz das Niedersächsische Oberverwaltungsgericht in Lüneburg und in letzter Instanz das Bundesverwaltungsgericht in Leipzig.